# Hollywood... Hollywood
Hollywood... Hollywood (That's Entertainment, Part II) è un film del 1976 diretto da Gene Kelly. La seconda antologia che la Metro-Goldwyn-Mayer ha dedicato ai suoi film musicali: narratore e regista il grande ballerino Gene Kelly, interprete di alcuni dei numeri musicali più famosi proposti dal film.

## Trama
Due presentatori ballerini giungono in un cinema e, improvvisando numeri e canzoni da ballo, raccontano la storia del cinema e delle migliori pellicole musicali, comiche, drammatiche e d'avventura che siano state mai girate e inventate. Tra le molte figurano quelle allegre con Stanlio e Ollio e Gianni e Pinotto, tra i film d'avventura Tarzan l'uomo scimmia del 1932 e tra i grandi drammatici Ivanhoe e Ninotchka.

## Cantando sotto la pioggia

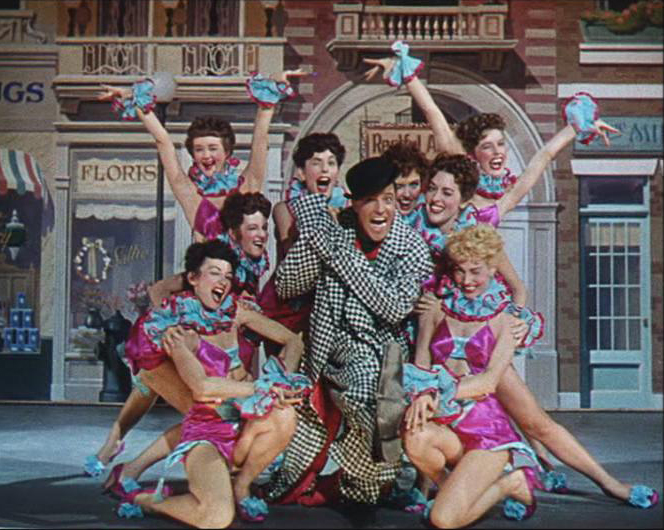
Gene Kelly con le soubrette in una scena del film

Tra i vari film proposti tra Gene Kelly vi è anche il suo famoso Cantando sotto la pioggia.
Nel 1929 il cinema compie un grande passo avanti passando dal muto al sonoro; in questo clima particolare si svolge la storia dei tre protagonisti. L'attore Don Lockwood, acclamata star del muto, con un passato di ballerino, musicista e stuntman, non sopporta la propria partner sullo schermo, la bionda e svampita Lina Lamont. Il successo dei primi film sonori costringe R.F. Simpson, il produttore della Monumental Pictures, a trasformare The Dueling Cavalier (Il cavaliere impavido), l'ultima pellicola della coppia, in un film parlato, ma l'idea si rivela impraticabile a causa del tono di voce gracchiante e fastidioso di Lina.
Dopo uno screen test fallimentare il ballerino Cosmo Brown, il migliore amico di Don, suggerisce di trasformare il film in un musical che viene, per l'appunto, rinominato The Dancing Cavalier, nel quale Lina verrebbe doppiata dalla giovane attrice e cantante Kathy Selden di cui Don si è nel frattempo innamorato. Lina si infuria quando scopre la verità e cerca di sabotare la storia d'amore, nonché di costringere Kathy a continuare a doppiare i suoi futuri film. Alla prima il film è un enorme successo e quando a Lina viene chiesto di cantare, Don, Cosmo e R.F. la convincono a esibirsi in playback con Kathy dietro le quinte, per poi poterla smascherare alzando il sipario durante la sua esibizione e quindi rivelando il talento di Kathy.

## Il ruolo di Stanlio e Ollio

Lupe Vélez, Stanlio e Ollio in una scena del film

Stan Laurel e Oliver Hardy (Stanlio e Ollio) appaiono solo in una breve sequenza del film La grande festa (Hollywood Party); nell'occasione in cui i presentatori dell'antologia narrano della celebrità Jimmy Durante, anche lui famoso presentatore e divo di Hollywood.
Stanlio e Ollio decidono di imbucarsi ad una grande festa che si sta tenendo tra varie celebrità presso Hollywood, tuttavia il buttafuori non capisce le loro intenzioni e li caccia, ma i due non decideranno di andarsene: suonano ripetutamente il campanello, collegato ad enormi canne metalliche una più grande dell'altra che producono varia armonia. Benché minacciati dal portiere di essere colpiti da una delle canne più grandi se avessero di nuovo suonato il campanello, Ollio ripete incurante l'operazione e riceve una rimbombante botta in testa. Poco dopo giunge un ricco signore che suona il campanello, il buttafuori, credendo che siano di nuovo i due, afferra la più grossa delle canne e colpisce in testa l'uomo facendolo stramazzare al suolo; Stanlio e Ollio finalmente entrano e si uniscono agli altri dopo aver gridato varie volte ad alta voce il nome del barone per chiamarlo. Poco dopo i due si siedono per ordinare un cocktail e vicino loro si siede una ricca capricciosa che ordina sgarbatamente da bere, il barista si rifiuta e la donna comincia ad urlare a scalciare furiosamente perdendo una scarpa. Ollio cortesemente gliela restituisce ma quella lo colpisce in testa, qui prende vita un'esilarante gag in cui Stanlio e Ollio sporcano i vestiti della donna con delle uova e vengono a loro volta colpiti dalla nobildonna (questa tecnica verrà poi ripresa nel film I Toreador). Alla fine vincerà la coppia facendola sedere su tutte le uova, ma verrà scovata dal butta fuori e da tutti gli ospiti che li inseguiranno fino al giardino. Lì Stanlio e Ollio salgono sopra la gabbia dei leoni, nel frattempo arrivati per il regista, e la aprono facendo fuggire terrorizzati tutti quanti.

## Produzione
Il film fu prodotto dalla Metro-Goldwyn-Mayer (MGM)

## Distribuzione
Distribuito dalla Metro-Goldwyn-Mayer (MGM), il film uscì nelle sale cinematografiche USA il 17 maggio 1976 dopo essere stato presentato in prima a New York il 16 maggio con il titolo originale That's Entertainment, Part II.

## Elenco dei film proposti nell'antologia
Nota bene: i film sono proposti seguendo l'ordine annuario di uscita.
- La canzone di Broadway (1929)
- The Song Writers' Revue (1930) (Short)
- Grand Hotel (1932)
- La giungla in rivolta (1932)
- La danza di Venere (1933)
- Verso Hollywood (1933)
- La grande festa (1934)
- La vedova allegra (1934)
- Davide Copperfield (1935)
- Follie di Broadway 1936 (1935)
- Una notte all'opera (1935)
- Le due città (1935)
- Nata per danzare (1936)
- Un giorno alle corse (1937)
- La città dei ragazzi (1938)
- Il grande valzer (1938)
- Broadway Serenade (1939)
- Addio, Mr. Chips! (1939)
- Ninotchka (1939)
- Via col vento (1939)
- Luna nuova (1940)
- La febbre del petrolio (1940)
- Scandalo a Filadelfia (1940)
- Lady Be Good (1941)
- Non tradirmi con me (1941)
- For Me and My Gal (1942)
- La sirena del Congo (1942)
- Due cuori in cielo (1943)
- Girl Crazy (1943)
- Due ragazze e un marinaio (1944)
- Incontriamoci a Saint Louis (1944)
- Senza amore (1945)
- Due marinai e una ragazza (1945)
- Ziegfeld Follies (1945)
- Gianni e Pinotto a Hollywood (1945)
- Nuvole passeggere (1946)
- Accadde a Brooklyn (1947)
- Il pirata (1948)
- Ti amavo senza saperlo (1948)
- Parole e musica (1948)
- Facciamo il tifo insieme (1949)
- La costola di Adamo (1949)
- Anna prendi il fucile (1950)
- Tre piccole parole (1950)
- Un americano a Parigi (1951)
- La bella di New York (1952)
- Cantando sotto la pioggia (1952)
- Modelle di lusso (1952)
- Lui e lei (1952)
- La vedova allegra (1952)
- La ninfa degli antipodi (1952)
- Shown when they talk about Esther Williams Lili (1953)
- Amore provinciale (1953)
- Spettacolo di varietà (1953)
- Baciami Kate! (1953)
- Fatta per amare (1953)
- Sette spose per sette fratelli (1954)
- Amami o lasciami (1955)
- È sempre bel tempo (1955)
- Il fidanzato di tutte (1955)
- Trittico d'amore (1956)
- Alta società (1956)
- La bella di Mosca (1957)
- Gigi (1958)